# O Diabo e a Terra de Santa Cruz

Uma das capas do livro O Diabo e a Terra de Santa Cruz.

O Diabo e a Terra de Santa Cruz é um livro de Laura de Mello e Souza, publicado originalmente em 1986, pela Companhia das Letras. O livro, que tem como subtítulo Feitiçaria e Religiosidade Popular no Brasil Colonial, derivando da tese de doutorado da autora, defendida naquele mesmo ano, com o nome de Sabás e Calundus - Feitiçaria, Práticas Mágicas e Religiosidade Popular no Brasil Colonial. 

## Importância da obra
A historiografia é consensual em afirmar o pioneirismo da obra no que tange ao uso da História das Mentalidades, ou do cotidiano, enquanto uma opção metodológica e teórica no Brasil. Seu pioneirismo não está apenas no método aplicado, mas também nas fontes utilizadas para a reconstrução histórica. Os processos oriundos de visitações, devassas eclésiasticas e autos-de-fé do Santo Oficío contribuíram para que a autora conseguisse concretizar uma rica análise sobre o cotidiano da população colonial, no que tange ao seu objeto de estudo: a feitiçaria e as práticas mágicas. Compreender este objeto é indispensável para o entendimento da formação do arcabouço teórico-cultural brasileiro: pelas perseguições de práticas pagãs, assimilações, e nos casos de resistência: encruzilamentos. Como afirma a autora, em seus próprios termos: “(...) toda a multiplicidade de tradições pagãs, africanas, indígenas, católicas, judaicas não pode ser compreendida como remanescente, como sobrevivência: era vivida, inseria-se, neste sentido, no cotidiano das populações. Era, portanto, vivência”. Todas essas influências constituíram uma religiosidade mestiça brasileira.

## História
O Diabo e a Terra de Santa Cruz nasce da tese de doutoramento em História Social da autora, realizada pela Universidade de São Paulo em 1986. Sua tese contou com o financiamento da FAPESP, tendo orientação de Fernando Novais. Para a concretização deste trabalho, muito inovador para a época, teve que realizar pesquisas em diversos arquivos históricos, sobretudo o Arquivo Nacional do Brasil, Arquivo Eclésiastico da Arquidiocese de Mariana e o Arquivo Nacional Torre do Tombo.
Seu estudo, que derivou o livro, é o primeiro estudo sobre as práticas da feitiçaria no Brasil Colonial.

## Estrutura
A obra dividi-se em três partes e uma conclusão: 
1. Riquezas e Impiedades: a sina da colônia
2. Feitiçaria, práticas mágicas e vida cotidiana
3. Universo cultural, projeções imaginárias e vivências reais

### Edições
O livro foi lançado originalmente em 1986, tendo sido relançado em 2009, ambas as edições pela Companhia das Letras.